# Future War 198X
Future War 198X est un film d'animation japonais de Toei Animation sorti le 30 octobre 1982. Il est réalisé par Tomoharu Katsumata et Toshio Masuda et produit par Toru Yoshida. L'affiche du film a été dessinée par Noriyoshi Ohrai (en).
Il est légèrement inspiré du roman La Troisième Guerre mondiale (4 août/22 août 1985) écrit par le général britannique John Hackett, paru en 1979.

## Synopsis
À la fin des années 1980, un 16 septembre, un essai de satellite armé d'un laser anti-missile américain, le Space Ranger est conclu avec succès sous la supervision du scientifique Burt Gains de la Defense Advanced Research Projects Agency depuis Vandenberg Air Force Base en Californie. Sa sœur Laura et son meilleur ami, Wataru Mikumo, astronaute participe à cette mission.
Burt se fait enlever par les services secrets soviétiques qui l'embarque à bord d'un sous-marin de la classe Alfa de la marine soviétique. Le président des États-Unis Gibson fait couler le sous-marin par une torpille nucléaire larguée par un Lockheed P-3 Orion.
La tension s’aggrave entre les États-Unis et l'URSS à la suite du naufrage, le président Gibson tentant une solution pacifique avec les Soviétiques qui mettent rapidement leurs forces en Europe de l'Est en alerte. Wataru est promu pour diriger l'équipe de recherche du Space Ranger alors que Laura est médicalement confinée en raison d'une dépression à la suite de la mort de son frère.
La Troisième Guerre mondiale commence la veille de Noël à la suite de la défection du pilote d'un prototype d'avion de combat de l’armée de l’air soviétique en Allemagne de l'Ouest. Un commando spetsnaz est dépêché pour l'abattre et détruire l'avion dans la base aérienne de la Luftwaffe ou il s'est réfugié.
Cette attaque fait boule de neige et les forces du pacte de Varsovie envahissent l'Europe de l'Ouest et affrontent les forces de l’OTAN. Un missile nucléaire MGM-52 Lance de la British Army of the Rhine explose sur la ligne de front à la suite d'une initiative individuelle d'un militaire ayant perdu sa fiancée dans un bombardement mais l'armée soviétique arrive jusqu’à Paris
Des offensives ont lieu également en Turquie, Iran et au Moyen-Orient pour s'emparer des réserves pétrolières. Le Japon subit des attaques aériennes russes. La Chine entre ensuite en guerre contre l'URSS et les États-Unis envahissent Cuba.
Le premier vice-Premier ministre soviétique Kutuzov convoque le Politburo du Parti communiste de l'Union soviétique au nom du premier ministre Orlov et propose un cessez-le-feu pour garantir les droits sur le pétrole au Moyen-Orient tout en complotant pour arrêter le ministre de la Défense, Bulgarin, qui a poussé Orlov à déclencher la guerre. Cependant, Bulgarin apparaît et l'ensemble du Politburo est arrêté.
Un sous-marin nucléaire lanceur d'engins soviétique, alors qu'il se fait attaquer par l'United States Navy, lance des missiles détruisant Washington (DC) et Londres. Le président Gibson lance une contre-attaque nucléaire.
Bulgarin lance une deuxième attaque tandis qu'un de ses assistants tue Orlov alors qu'il essayait de négocier la paix avec Gibson par le téléphone rouge. L'attaque soviétique frappe plusieurs villes américaines et alliées, causant environ 20 millions de morts. Parmi les villes détruites se trouvent Moscou, New-York, Paris et Tokyo.
Gibson apprend que la base spatiale de Vandenberg est toujours en sécurité et autorise le déploiement du Space Ranger embarqué dans une navette spatiale américaine, avec Wataru à son bord. Pendant ce temps, les survivants dans les zones de guerre commencent un mouvement pacifiste avec des soldats déserteurs. Lorsque Bulgarin apprend que les déserteurs comprennent des troupes soviétiques et du Pacte de Varsovie, il se prépare à lancer tous les missiles nucléaires soviétiques restants, mais Kutuzov réapparaît dans le but de l'obliger à s'arrêter. Bulgarin est tué, mais pas avant qu'il appuie sur le bouton de lancement.
Le Space Ranger tente, avec quatre modules en orbite, d’arrêter les ogives. Alors que les satellites antimissiles détruisent de nombreuses ogives MIRV, trois sont détruites par le réseau de satellites tueurs des Soviétiques et une ogive endommage gravement le quatrième et la navette spatiale. Wataru décide de se diriger vers le dernier satellite restant et de le réparer pour arrêter une autre vague de MIRV avant que son oxygène ne soit épuisé. Le module réparé, Wataru détruit sept MIRV, mais il est forcé de manœuvrer le satellite pour se rapprocher et abattre le huitième engin prenant pour cible Los Angeles. L'explosion l'éjecte du module et il dérive dans l'espace. Laura s'envole dans une autre navette pour récupérer Wataru tandis que Kutuzov ordonne à l'équipage d'une station spatiale soviétique proche de le sauver.

## Fiche technique
Le budget du film d'animation est très important pour l'époque avec 600 millions de yens (environ 6 millions d'euro valeur 2023), presque le double de Farewell to Space Battleship Yamato (en) (360 millions de yens en 1978) et plus du triple de Nausicaä de la Vallée du Vent (180 millions de yens en 1984).  
Mais c'est un échec commercial, en plus d'être trop ambitieux, il subit les attaques de syndicats d'animation et de parents d'élèves le trouvant trop violent et critiquant la représentation négative de l’URSS et l'implication du Japon dans un tel conflit. Cela conduisant à une révision du script initial.